# 苏丹谢里夫·卡西姆二世国际机场
苏丹谢里夫·卡西姆二世国际机场, 是印度尼西亚廖内省北干巴魯的一座国际机场，机场经常缩写作SSK II、SSK或SSQ II（Kasim亦写作Qasim）。机场原名辛邦蒂加机场，现名以锡亚苏丹国末任苏丹、印度尼西亚民族英雄苏丹谢里夫·卡西姆二世为名。北干巴鲁机场有航线飞往印尼各地以及马来西亚、新加坡、斯里兰卡、沙特阿拉伯等国。
苏丹谢里夫·卡西姆二世国际机场与卢瑟敏·努尔贾丁空军基地共用空侧场域及跑道，卢瑟敏·努尔贾丁空军基地是印尼空军的一座A型空军基地。空军基地以前印尼空军总参谋长卢瑟敏·努尔贾丁为名。2014年前期开始，空军基地成为印尼空军第16航空中队F-16战斗机的驻地，此外，空军基地也是印尼空军第12航空中队鹰式教练机的驻地。

## 历史

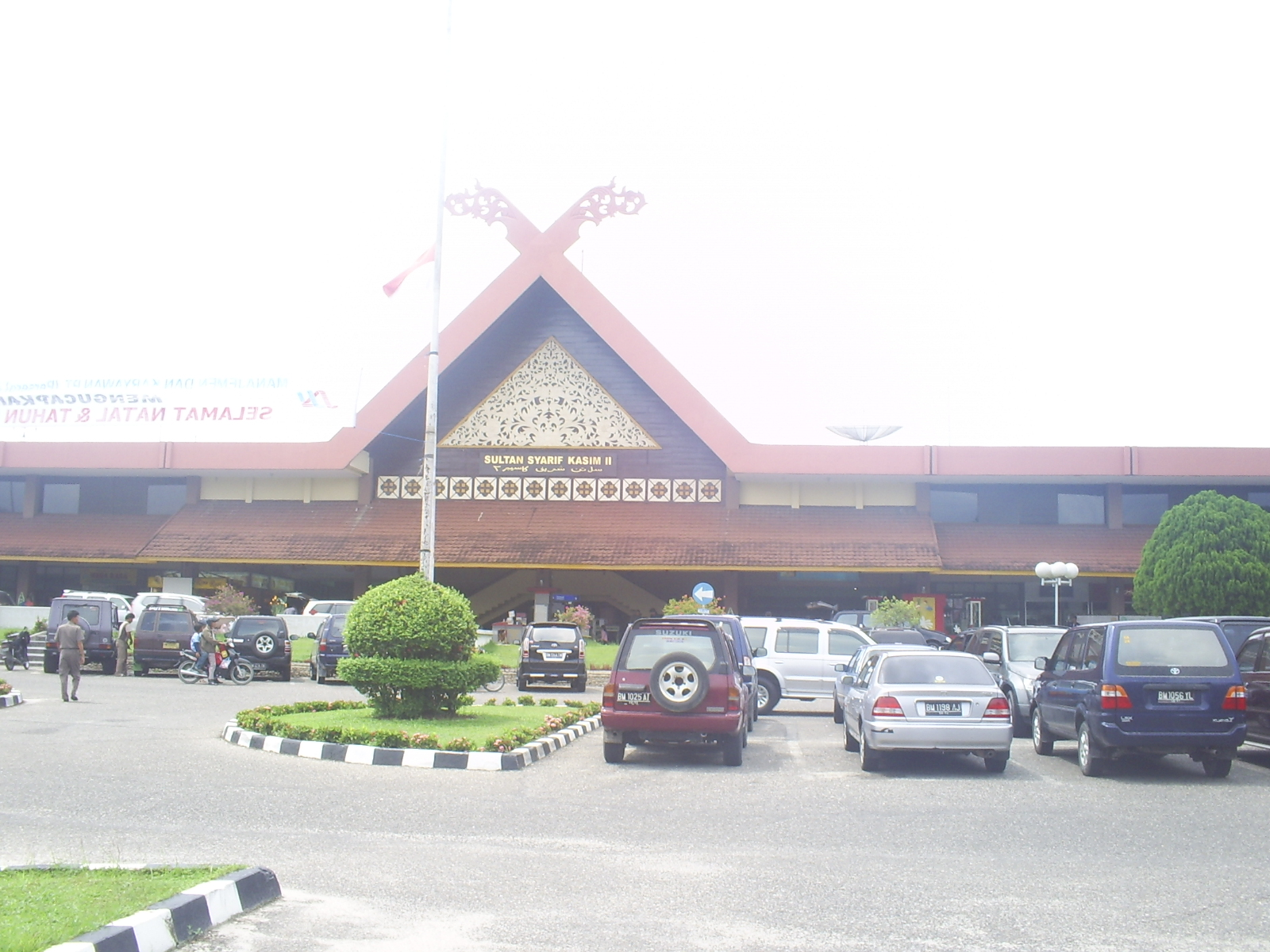
苏丹谢里夫·卡西姆二世国际机场的旧航站楼，现已被拆除

在殖民时代，辛邦蒂加机场是一个圆盘状的着陆场，大约在今跑道以西1公里处，机场的地基由压实的土壤建成，当做军事基地使用。日本占领时期，机场成为日本陆军飞行战队一个飞行中队的基地。
辛邦蒂加机场是荷兰皇家印度航空巴达维亚至棉兰或新加坡航线的一个中转点。印度尼西亚独立后，新成立的嘉鲁达印尼航空开通了雅加达经停巴东或巨港至北干巴鲁的航线。
印尼独立初期，在原飞行场的毗邻区域建设了现在的机场跑道。最初跑道长仅800米，方向为18/36。1950年跑道延长到1,500米长，1967年在跑道和停机坪上铺装了7厘米厚的沥青。2010年代初，一座新建的航站楼取代了建于1980年代的老旧航站楼，旧航站楼被拆除。新航站楼是以现代化的概念设计建造，建有三座廊桥。

## 新航站楼

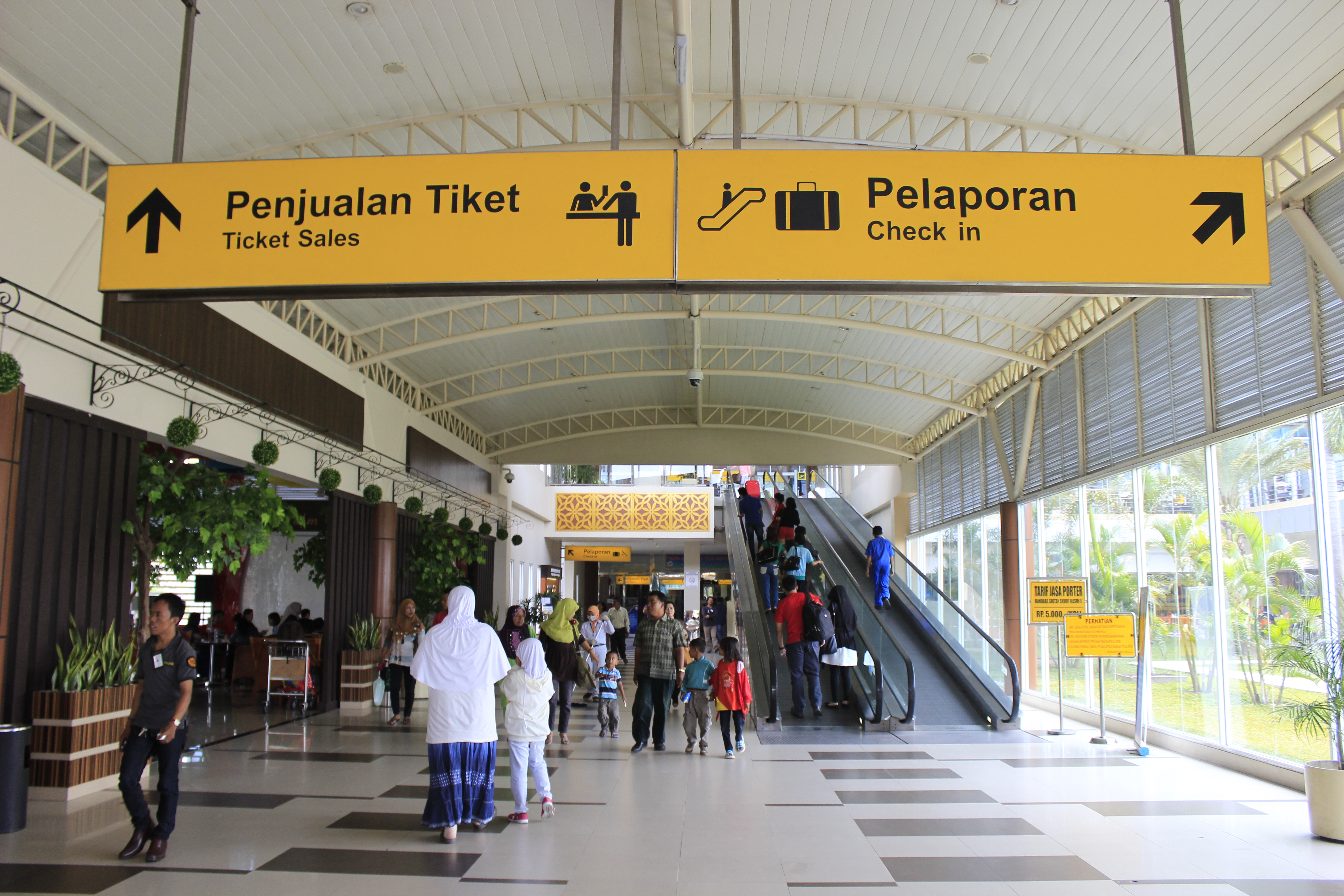
新航站楼的出发大厅

2012年7月16日，一座造价2兆印尼盾的新航站楼投入使用，拥有150万人次的年客运容量，可以同时服务8架波音737-900ER这样的窄体飞机和2架类似波音747的宽体飞机。新航站楼面积17,000平方米，停机坪可停靠10架宽体飞机，是旧停机坪的两倍容量。新航站楼以马来风格混合有现代主义设计建造，建筑造型的灵感来自典型的廖内短尾鹦鹉。为达到世界一流机场的技术要求，机场跑道从2,200米延伸到2,600米，又延伸到3,000米，跑道宽度也从30米拓展到45米。扩建工程是2012年廖内省基础设施发展的一部分，为了满足在廖内省举行的印尼2012年国家体育周的需要。

## 航空公司和目的地

### 旅客
| 航空公司       | 目的地                                                                    |
| -------------- | ------------------------------------------------------------------------- |
| 亚洲航空       | 吉隆坡-国际                                                               |
| 巴泽航空       | 雅加达-哈林、雅加达-苏哈                                                  |
| 连城航空       | 巴淡岛、雅加达-苏哈、吉隆坡-国际、棉兰、日惹                              |
| 东印尼航空     | 包机：杜迈、德波、庞卡兰克林芝、实里达                                    |
| 嘉鲁达印尼航空 | 巴淡岛、雅加达-苏哈                                                       |
| 狮子航空       | 巴淡岛、雅加达-苏哈、萬隆-戈达查帝、棉兰、泗水、日惹 季节性：吉达、麦地那 |
| 馬來西亞航空   | 吉隆坡-国际                                                               |
| 马印航空       | 吉隆坡-梳邦、马六甲                                                       |
| 酷航           | 新加坡                                                                    |
| 苏西航空       | 新及岛、丹戎巴莱、淡美拉汉、西巴萨曼                                      |
| 飞翼航空       | 杜迈、占碑、巴东、巨港、丹戎槟榔                                          |

1. ↑  狮子航空北干巴鲁飞往吉达的航班会在特里凡得琅经停，但是狮航没有权限经停仅在吉达和特里凡得琅之间运行的航班。
2. ↑  狮子航空北干巴鲁飞往麦地那的航班会在特里凡得琅经停，但是狮航没有权限经停仅在北干巴鲁和特里凡得琅之间运行的航班。

### 货运
| 航空公司     | 目的地      |
| ------------ | ----------- |
| 亚洲航空     | 巴淡岛      |
| 卡迪航空     | 雅加达-苏哈 |
| 共和快运航空 | 巴淡岛      |

## 统计
| 年份 | 客运      | 起降架次 | 货运       |
| ---- | --------- | -------- | ---------- |
| 2005 | 879,889   | 15,456   | 2,881,400  |
| 2006 | 914,456   | 20,300   | 5,900,666  |
| 2007 | 999,980   | 19,997   | 7,568,899  |
| 2008 | 1,164,215 | 21,056   | 9,009,067  |
| 2009 | 1,260,235 | 30,865   | 10,566,999 |
| 2010 | 1,665,673 | 35,218   | 13,100,450 |
| 2011 | 1,820,629 | 39,512   | 14,846,702 |
| 2012 | 2,092,768 | 40,889   | 17,199,974 |
| 2013 | 2,224,779 | 45,755   | 23,229,754 |

## 事故
- 1981年4月28日，印尼快捷航空的一架道格拉斯C-47（注册号PK-OBK）运行非定期客运航班在降落时坠地，17人中9人死亡。[8]
- 1999年9月29日，曼达拉欣丰虎航一架安托諾夫An-24运输机在距离36跑道1,300米处触地并断为两截，事故中没有人员死亡。[9]
- 2002年1月14日，狮子航空583号班机一架波音737-200起飞时发生碰撞，无人员死亡。
- 2011年2月14日，狮子航空392号班机在北干巴鲁机场冲出跑道，无人员受伤或死亡[10]，飞机三次尝试着陆但最终失败了。2011年2月15日，另一架狮子航空的班机再次在北干巴鲁机场冲出跑道，基于这两次事故的发生，印尼交通部禁止了所有波音737-900ER型机在北干巴鲁机场跑道湿滑时着陆。狮子航空遵守禁令，使用较小型的波音737-400型机替代飞行。[11]